# Kasciukouka (stacja kolejowa)
Kasciukouka (biał. Касцюкоўка; ros. Костюковка) – węzłowa stacja kolejowa w miejscowości Kasciukouka i w pobliżu homelskiego osiedla Kasciukouka, w rejonie homelskim, w obwodzie homelskim, na Białorusi. Węzeł linii Homel - Żłobin - Mińsk i wschodniej kolejowej obwodnicy Homla.